# Konstruktywna analiza niestandardowa
Konstruktywna analiza niestandardowa – w matematyce wersja analizy niestandardowej Abrahama Robinsona rozwijana przez Moerdijka (1995), Palmgrena (1998) i Ruokolainena (2004). W słowach Ruokolainena:
Możliwość konstruktywizacji analizy niestandardowej była badana przez Palmgrena (1997, 1998, 2001). Badany tutaj model konstruktywnej analizy niestandardowej jest rozszerzeniem modelu Moerdijka (1995) dla konstruktywnej arytmetyki niestandardowej.